# Eduardo de Figueroa y Alonso-Martínez
Eduardo de Figueroa y Alonso-Martínez, VIII Conde de Yebes, (Madrid, 20 de septiembre de 1899-Madrid, 11 de julio de 1984) fue un arquitecto, escultor, escritor y cazador español.

## Biografía
Fue el sexto de los siete hijos del matrimonio formado por Casilda Alonso-Martínez y Martín (hija de Manuel Alonso Martínez) y Álvaro de Figueroa y Torres, I conde de Romanones. Sus hermanos fueron Casilda, Luis, Álvaro, Carlos, José y Agustín.
Fue diputado a Cortes en 1923 por el distrito de Barbastro (circunscripción de Huesca).
Estudió la carrera de arquitectura en Madrid, titulándose en 1923. Entre 1928 y 1930 proyecta en el número 47 de la Gran Vía el edificio de viviendas y oficinas para D. Santos Suárez y Compañía, que amplía en 1943 para añadir una planta más. Su novedad radicaba en la inclusión de un pasaje comercial que conectaba con la calle de Silva. Entre sus obras cabe destacar el edificio de viviendas sito en el número 53 de la calle de José Abascal o el conjunto de siete viviendas en la calle de las Yeserías 51-63, que se encuadran dentro de la corriente denominada racionalismo madrileño. Junto con Daniel Zavala, presentó un proyecto por la construcción del Nuevo Hipódromo de Madrid, por el que obtuvieron un segundo premio.
Como cazador publicó Veinte años de caza mayor, prologado por Ortega y Gasset y dirigió La caza en España. Documentó la presencia de la cabra montés en la cordillera Penibética en 1947. Fue Presidente de Honor de la Federación Española de Caza, hasta su muerte, así como fundador y Presidente de la Junta Nacional de Homologación de Trofeos de Caza. Posee el récord del mundo del antílope gigante sable, que cazó en Angola en 1949 y legó al Museo de Ciencias Naturales de Madrid.
En 1965 fue elegido académico de número para la sección de escultura de la Real Academia de Bellas Artes de San Fernando.
Se casó en julio de 1922 con Carmen Muñoz Roca-Tallada, escritora, traductora e intelectual aragonesa, hija del embajador Cipriano Muñoz y Manzano, II conde de la Viñaza, y de Concepción Roca-Tallada y Castellano. Tuvieron dos hijas: Mercedes y Carmen.